# Palác Bochnerů ze Stražiska
Palác Bochnerů ze Stražiska je historizující palácová budova v Brně ve čtvrti Trnitá, tvořící kdysi součást areálu bývalého textilního podniku Vlněna v Přízově ulici. Postavena byla po obou stranách tehdejší katastrální hranice bývalých předměstské čtvrtí Náhon a Křenová, přičemž západní průčelí leželo v katastru Náhonu, zatímco zadní (dvorní) část ležela v katastru Křenové. Roku 1879 došlo ke změně katastrální hranice a od té doby, až do zrušení katastrálního území Náhon roku 1940, patřil celý palác do katastrálního území Náhon. Od roku 1940 patří palác do katastrálního území Trnitá.

## Architektura

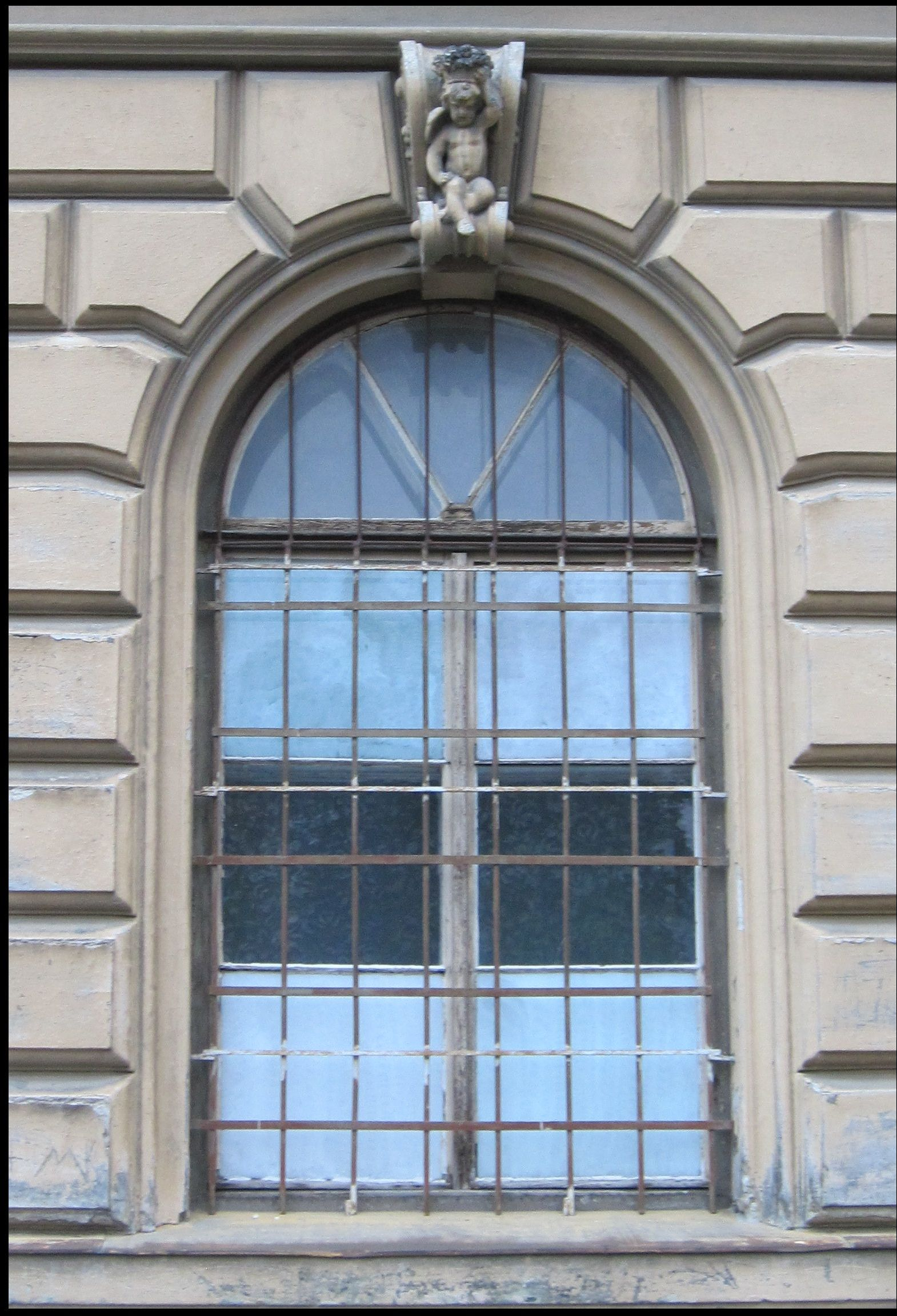
Detail okna v přízemí

Jedná se o rozlehlou stavbu s několika nádvořími, propojenou s průmyslovým objekty továrny. Budova vystavěná v letech 1864–1867 Josefem Arnoldem patří mezi nejstarší novorenesanční stavby v Brně a je spjata s obdobím první fáze výstavby brněnské okružní třídy v 60. letech 19. století. Typově se řadí k palácovým stavbám propojeným s továrními areály, které na brněnských předměstích vznikaly především v první polovině 19. století.
Během první republiky prováděl v areálu stavební úpravy i známý architekt Ernst Wiesner, který pro tehdejšího majitele navrhl také soukromou vilu.

## Majitelé
V roce 1828 založil Johann Bochner na pozemcích dnešního areálu soukenickou továrnu, s výrazným rozšířením podniku jsou potom spjati jeho synové Theodor a Edmund, který byl roku 1885 povýšen do šlechtického stavu s přídomkem ze Stražiska, podle svého zámku nedaleko Konice na Prostějovsku.
Po Edmundově smrti v roce 1903 továrnu koupil Josef Stiassni a po němž ji převzali jeho synové Ernst a Alfred se společníkem Paulem Neumarkem. Začátkem 2. světové války byl podnik rodině Stiassni zabaven, továrnu zakoupil německý továrník Julius Kunert.
Po válce byl celý soubor budov začleněn do státního podniku Vlněna. V 90. letech 20. století došlo k rychlému úpadku firmy, přeměněné v roce 1994 na akciovou společnost, v roce 1997 se podnik dostal do likvidace a od té doby celý areál chátral. Počátkem 21. století byly budovy příležitostně využívány pro pořádání kulturních akcí. Nový vlastník, humpolecká developerská firma CTP, převážnou část areálu Vlněny v roce 2016 zbořil. Zachován zůstal pouze palác Bochnerů, zatímco na místě továrny v následujících letech vyrostly nové kancelářské budovy.

## Fotogalerie

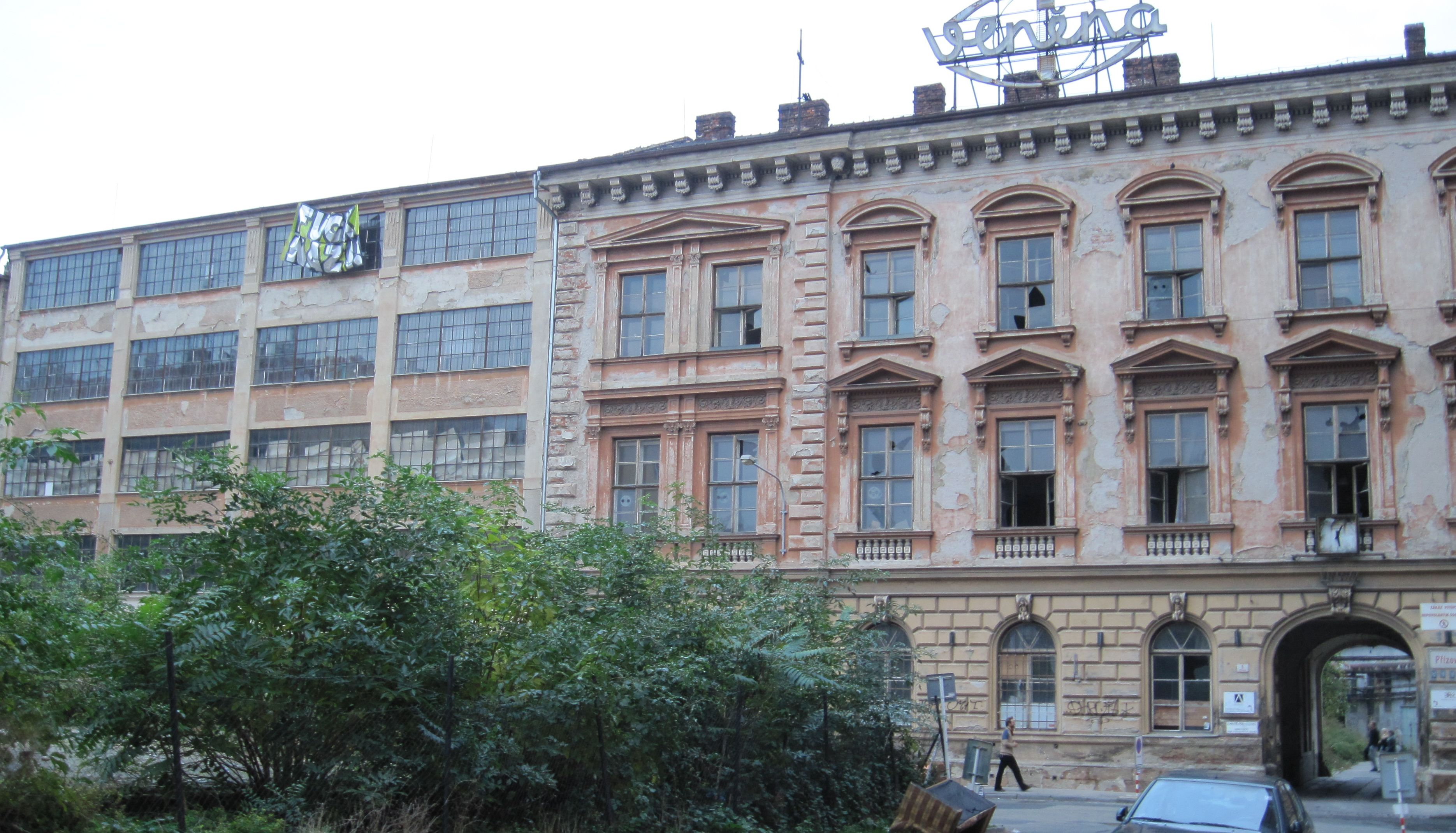
Část hlavního průčelí paláce s připojenou funkcionalistickou přístavbou
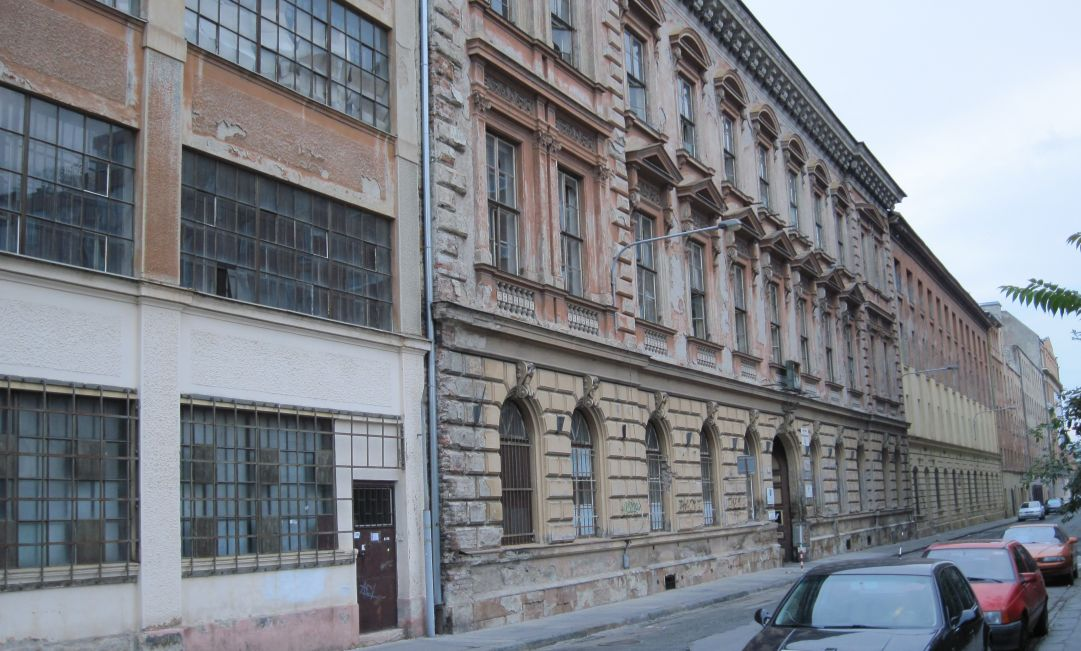
Hlavní průčelí v uliční frontě spolu s továrními stavbami, které tvořily s palácem jeden celek
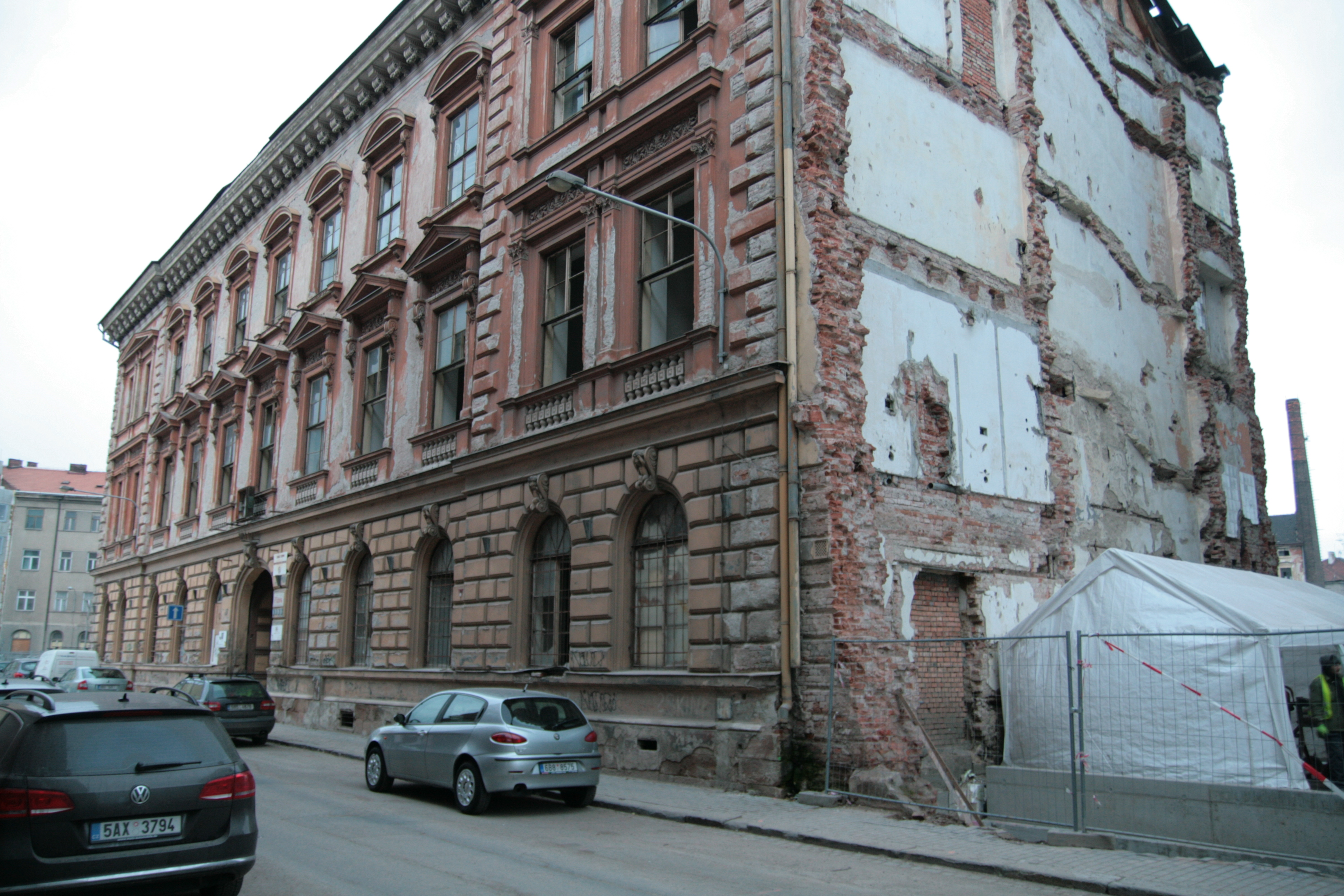
Osamocená budova paláce po demolici okolních továrních staveb (stav v únoru 2017)
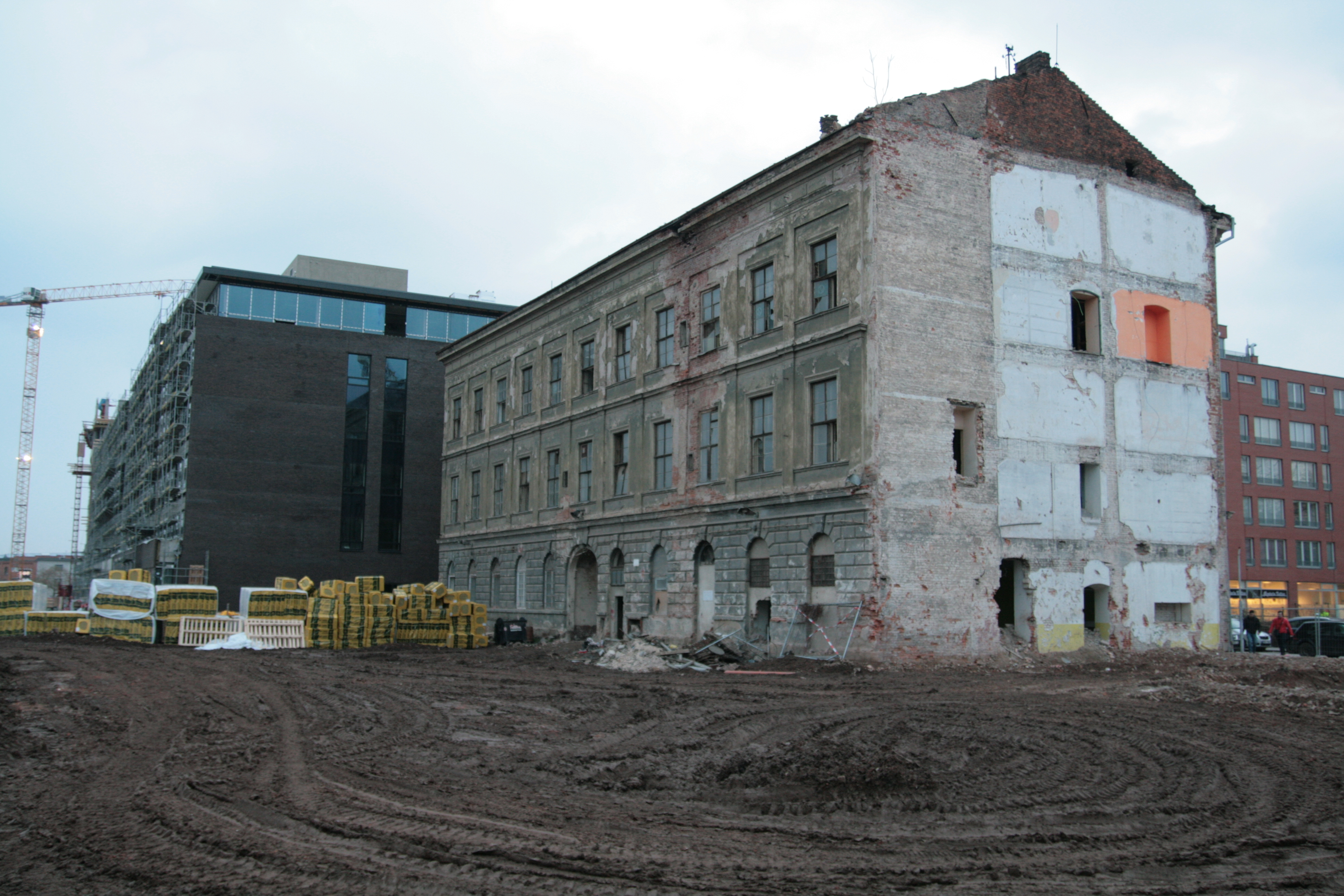
Solitérní budova paláce v uprázdněném areálu Vlněny s výstavbou nového kancelářského a obytného komplexu (v pozadí vlevo)
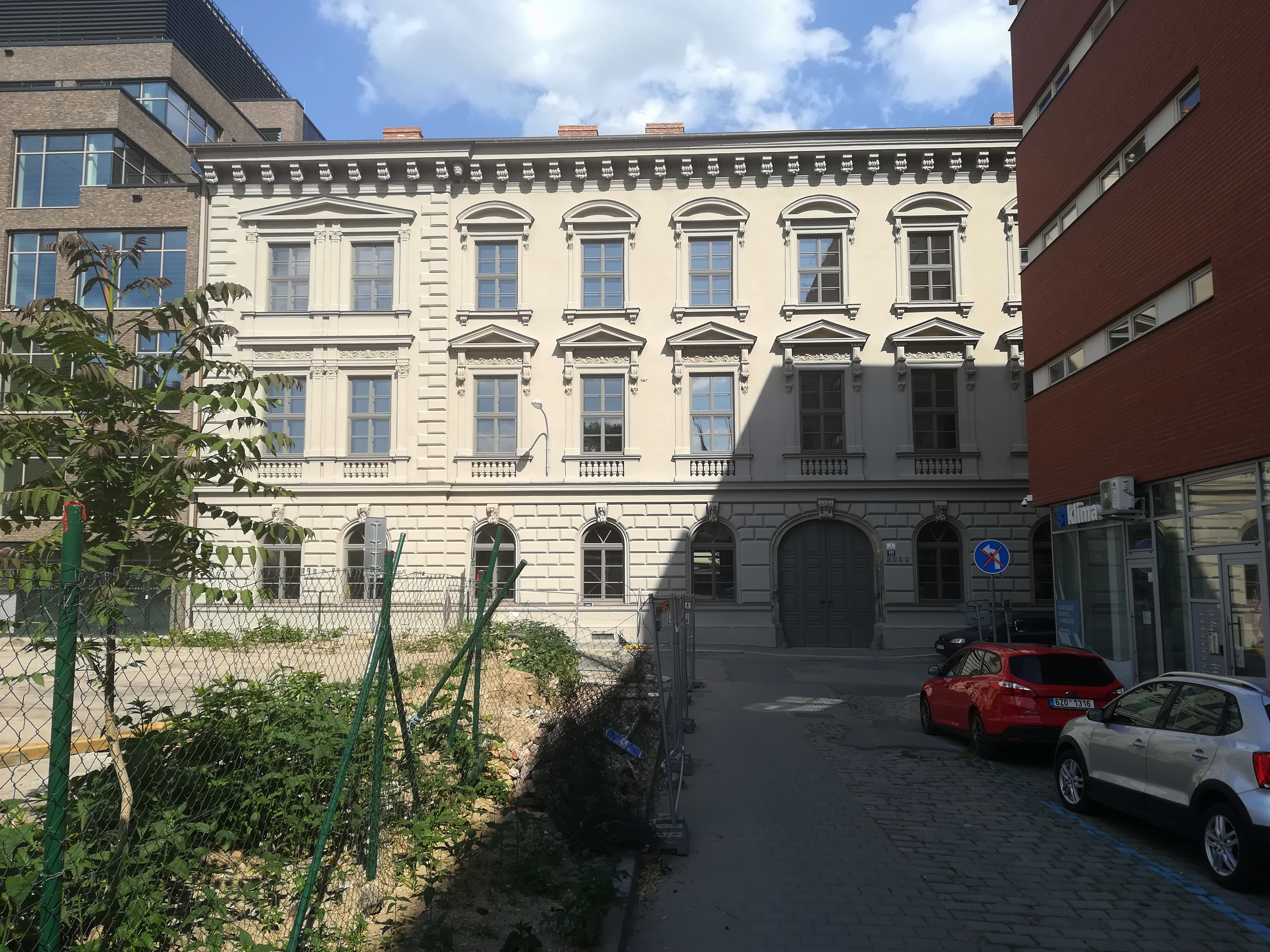
palác po rekonstrukci, západní průčelí